# Alexander Pietsch (Fußballspieler)
Alexander Pietsch (* 22. Februar 1956) ist ein ehemaliger deutscher Fußballspieler.

## Karriere
Pietsch entstammt der Jugend des SSV Ulm 1846, mit dem er sich 1978 für die neu geschaffene Oberliga Baden-Württemberg qualifizierte. In der Debütsaison gewann er mit der von Klaus-Peter Jendrosch trainierten Mannschaft um Spieler wie Dieter Kohnle, Günter Berti, Walter Kubanczyk und Bernd Zimmermann den Meistertitel und stieg in die 2. Bundesliga auf. Dort rückte er jedoch hinter dem neu verpflichteten Walter Modick ins zweite Glied, erst in der Zweitliga-Spielzeit 1980/81 debütierte er im Profifußball. Insgesamt bestritt er 1980/81 – er beendete als Torhüter von Ulm am 38. Spieltag (30. Mai 1981) mit einem 1:0-Heimerfolg gegen den ESV Ingolstadt die Zweitligasaison –  14 Ligapartien, am Saisonende verpasste der Klub trotz eines fünften Tabellenrangs die Qualifikation für die eingleisige 2. Bundesliga und stieg in die Amateuroberliga ab.
Nach dem Abstieg verließ Pietsch den SSV Ulm 1846 und schloss sich gemeinsam mit seinem Ulmer Mitspieler Jürgen Simon dem FV Biberach in der Oberliga Baden-Württemberg an, der von Klaus-Peter Jendrosch trainiert wurde. Nach einem fünften Tabellenplatz in der Spielzeit 1981/82 rutschte er mit dem Klub in der folgenden Spielzeit in den Abstiegskampf. Mit 36 Spieleinsätzen war er Dauerbrenner und trug zum Klassenerhalt bei, der mit fünf Punkten Vorsprung vor dem auf dem besten Abstiegsplatz liegenden SV 98 Schwetzingen erreicht wurde. Dennoch wechselte er anschließend in die viertklassige Verbandsliga Württemberg zum SC Geislingen, mit dem er in die Oberliga aufstieg und dort die Spielzeit 1984/85 an der Seite von Michael Perfetto, Wolfgang Haug und Uwe Schöler auf dem fünften Tabellenplatz beendete. Dabei schrieb die Mannschaft im Saisonverlauf Geschichte, als sie in der ersten Runde des DFB-Pokals 1984/85 den Hamburger SV mit 2:0 besiegte und anschließend erst im Achtelfinale an Bayer 05 Uerdingen scheiterte. Am Ende der folgenden Saison stieg er mit dem Klub wieder ab, dabei stand er nur noch in sechs Partien zwischen den Pfosten.